# Marija Uljanowa (siostra Lenina)
Marija Iljiniczna Uljanowa (ros. Мари́я Ильи́нична Улья́нова, ur. 6 lutego?/18 lutego 1878 w Symbirsku, zm. 12 czerwca 1937 w Moskwie) – działaczka ruchu rewolucyjnego w Rosji, radziecka działaczka partyjna, siostra Lenina.

## Życiorys
W latach 1896–1898 była słuchaczką moskiewskich wyższych kursów żeńskich, od 1898 do 1899 studiowała na Wydziale Chemiczno-Fizycznym Nowego Uniwersytetu w Brukseli, w 1898 wstąpiła do nowo powstałej SDPRR. 30 września 1899 aresztowana, w październiku 1899 skazana na zesłanie pod nadzór policji do Niżnego Nowogrodu, w 1900 zwolniona, 1 marca 1901 ponownie aresztowana, w październiku 1901 skazana na zesłanie na Syberię, później zwolniona. W styczniu 1904 aresztowana, w czerwcu 1904 zwolniona, 2 maja 1907 ponownie aresztowana, później zwolniona. W 1910 aresztowana po raz piąty, po czym zwolniona, w maju 1912 aresztowana i w październiku 1912 skazana na zesłanie do Wołogdy, w październiku 1914 zwolniona. Od marca 1917 do 1929 była członkiem kolegium redakcyjnego i sekretarzem odpowiedzialnym „Prawdy”, od 1924 redaktorka pisma „Raboczje-kriestjanskij korriespondient”, od 31 grudnia 1925 do 26 stycznia 1934 członek Centralnej Komisji Kontrolnej WKP(b), w tym od 4 lutego 1932 do 26 stycznia 1934 członek Prezydium tej komisji. Od lutego 1932 do 1934 kierowała Biurem Skarg Ludowego Komisariatu Inspekcji Robotniczo-Chłopskiej ZSRR, od 11 lutego 1934 do śmierci była członkiem Komisji Kontroli Radzieckiej przy Sownarkomie ZSRR i członkiem Biura tej komisji. Odznaczona Orderem Lenina (8 marca 1933).

### Wywód genealogiczny
|                                            |                                            |                                            |                                            |                                            |                                            |  |  |                                |                                |                                |                                |                                |                                |                            |                            |                                       |                                       |                                       |                                       |                                       |                                       |                  |                  |                              |                              |                              |                              |                              |                              |                   |                   |                           |                           |                           |                           |                                                      |                                                      |                                                      |                                                      |                                                      |                                                      | Grigorij Uljanin            |                             |                             |                             |                             |                             |                            |                            |                            |                            |                            |                            |  |  |  |  |
|                                            |                                            |                                            |                                            |                                            |                                            |  |  |                                |                                |                                |                                |                                |                                |                            |                            |                                       |                                       |                                       |                                       |                                       |                                       |                  |                  |                              |                              |                              |                              |                              |                              |                   |                   |                           |                           |                           |                           |                                                      |                                                      |                                                      |                                                      |                                                      |                                                      |                             |                             |                             |                             |                             |                             |                            |                            |                            |                            |                            |                            |  |  |  |  |
|                                            |                                            |                                            |                                            |                                            |                                            |  |  |                                |                                |                                |                                |                                |                                |                            |                            |                                       |                                       |                                       |                                       |                                       |                                       |                  |                  |                              |                              |                              |                              |                              |                              | Łukian Smirnow    | Łukian Smirnow    | Łukian Smirnow            | Łukian Smirnow            | Łukian Smirnow            | Łukian Smirnow            |                                                      |                                                      |                                                      |                                                      |                                                      |                                                      | Nikita Uljanin (ur. 1711)   | Nikita Uljanin (ur. 1711)   | Nikita Uljanin (ur. 1711)   | Nikita Uljanin (ur. 1711)   | Nikita Uljanin (ur. 1711)   | Nikita Uljanin (ur. 1711)   |                            |                            |                            |                            |                            |                            |  |  |  |  |
|                                            |                                            |                                            |                                            |                                            |                                            |  |  |                                |                                |                                |                                |                                |                                |                            |                            |                                       |                                       |                                       |                                       |                                       |                                       |                  |                  |                              |                              |                              |                              |                              |                              | Łukian Smirnow    | Łukian Smirnow    | Łukian Smirnow            | Łukian Smirnow            | Łukian Smirnow            | Łukian Smirnow            |                                                      |                                                      |                                                      |                                                      |                                                      |                                                      | Nikita Uljanin (ur. 1711)   | Nikita Uljanin (ur. 1711)   | Nikita Uljanin (ur. 1711)   | Nikita Uljanin (ur. 1711)   | Nikita Uljanin (ur. 1711)   | Nikita Uljanin (ur. 1711)   |                            |                            |                            |                            |                            |                            |  |  |  |  |
| Dymitr (Mojżesz) Blank                     | Dymitr (Mojżesz) Blank                     | Dymitr (Mojżesz) Blank                     | Dymitr (Mojżesz) Blank                     | Dymitr (Mojżesz) Blank                     | Dymitr (Mojżesz) Blank                     |  |  |                                |                                |                                |                                | Johann Gottlieb Großschopf     | Johann Gottlieb Großschopf     | Johann Gottlieb Großschopf | Johann Gottlieb Großschopf | Johann Gottlieb Großschopf            | Johann Gottlieb Großschopf            |                                       |                                       | Anna z d. Estedt                      | Anna z d. Estedt                      | Anna z d. Estedt | Anna z d. Estedt | Anna z d. Estedt             | Anna z d. Estedt             |                              |                              |                              |                              | Aleksy Smirnow    | Aleksy Smirnow    | Aleksy Smirnow            | Aleksy Smirnow            | Aleksy Smirnow            | Aleksy Smirnow            |                                                      |                                                      |                                                      |                                                      |                                                      |                                                      | Wasyl Uljanin (ur. 1733)    | Wasyl Uljanin (ur. 1733)    | Wasyl Uljanin (ur. 1733)    | Wasyl Uljanin (ur. 1733)    | Wasyl Uljanin (ur. 1733)    | Wasyl Uljanin (ur. 1733)    |                            |                            |                            |                            |                            |                            |  |  |  |  |
| Dymitr (Mojżesz) Blank                     | Dymitr (Mojżesz) Blank                     | Dymitr (Mojżesz) Blank                     | Dymitr (Mojżesz) Blank                     | Dymitr (Mojżesz) Blank                     | Dymitr (Mojżesz) Blank                     |  |  |                                |                                |                                |                                | Johann Gottlieb Großschopf     | Johann Gottlieb Großschopf     | Johann Gottlieb Großschopf | Johann Gottlieb Großschopf | Johann Gottlieb Großschopf            | Johann Gottlieb Großschopf            |                                       |                                       | Anna z d. Estedt                      | Anna z d. Estedt                      | Anna z d. Estedt | Anna z d. Estedt | Anna z d. Estedt             | Anna z d. Estedt             |                              |                              |                              |                              | Aleksy Smirnow    | Aleksy Smirnow    | Aleksy Smirnow            | Aleksy Smirnow            | Aleksy Smirnow            | Aleksy Smirnow            |                                                      |                                                      |                                                      |                                                      |                                                      |                                                      | Wasyl Uljanin (ur. 1733)    | Wasyl Uljanin (ur. 1733)    | Wasyl Uljanin (ur. 1733)    | Wasyl Uljanin (ur. 1733)    | Wasyl Uljanin (ur. 1733)    | Wasyl Uljanin (ur. 1733)    |                            |                            |                            |                            |                            |                            |  |  |  |  |
|                                            |                                            |                                            |                                            |                                            |                                            |  |  |                                |                                |                                |                                |                                |                                |                            |                            |                                       |                                       |                                       |                                       |                                       |                                       |                  |                  |                              |                              |                              |                              |                              |                              |                   |                   |                           |                           |                           |                           |                                                      |                                                      |                                                      |                                                      |                                                      |                                                      |                             |                             |                             |                             |                             |                             |                            |                            |                            |                            |                            |                            |  |  |  |  |
| Aleksander (Izrael) Blank (1801/1804–1870) | Aleksander (Izrael) Blank (1801/1804–1870) | Aleksander (Izrael) Blank (1801/1804–1870) | Aleksander (Izrael) Blank (1801/1804–1870) | Aleksander (Izrael) Blank (1801/1804–1870) | Aleksander (Izrael) Blank (1801/1804–1870) |  |  |                                |                                |                                |                                |                                |                                |                            |                            | Anna z d. Großschopf (1810–1838)      | Anna z d. Großschopf (1810–1838)      | Anna z d. Großschopf (1810–1838)      | Anna z d. Großschopf (1810–1838)      | Anna z d. Großschopf (1810–1838)      | Anna z d. Großschopf (1810–1838)      |                  |                  |                              |                              |                              |                              |                              |                              | Anna z d. Smirnow | Anna z d. Smirnow | Anna z d. Smirnow         | Anna z d. Smirnow         | Anna z d. Smirnow         | Anna z d. Smirnow         |                                                      |                                                      |                                                      |                                                      |                                                      |                                                      | Mikołaj Uljanin (1770–1838) | Mikołaj Uljanin (1770–1838) | Mikołaj Uljanin (1770–1838) | Mikołaj Uljanin (1770–1838) | Mikołaj Uljanin (1770–1838) | Mikołaj Uljanin (1770–1838) |                            |                            |                            |                            |                            |                            |  |  |  |  |
| Aleksander (Izrael) Blank (1801/1804–1870) | Aleksander (Izrael) Blank (1801/1804–1870) | Aleksander (Izrael) Blank (1801/1804–1870) | Aleksander (Izrael) Blank (1801/1804–1870) | Aleksander (Izrael) Blank (1801/1804–1870) | Aleksander (Izrael) Blank (1801/1804–1870) |  |  |                                |                                |                                |                                |                                |                                |                            |                            | Anna z d. Großschopf (1810–1838)      | Anna z d. Großschopf (1810–1838)      | Anna z d. Großschopf (1810–1838)      | Anna z d. Großschopf (1810–1838)      | Anna z d. Großschopf (1810–1838)      | Anna z d. Großschopf (1810–1838)      |                  |                  |                              |                              |                              |                              |                              |                              | Anna z d. Smirnow | Anna z d. Smirnow | Anna z d. Smirnow         | Anna z d. Smirnow         | Anna z d. Smirnow         | Anna z d. Smirnow         |                                                      |                                                      |                                                      |                                                      |                                                      |                                                      | Mikołaj Uljanin (1770–1838) | Mikołaj Uljanin (1770–1838) | Mikołaj Uljanin (1770–1838) | Mikołaj Uljanin (1770–1838) | Mikołaj Uljanin (1770–1838) | Mikołaj Uljanin (1770–1838) |                            |                            |                            |                            |                            |                            |  |  |  |  |
|                                            |                                            |                                            |                                            |                                            |                                            |  |  |                                |                                |                                |                                |                                |                                |                            |                            |                                       |                                       |                                       |                                       |                                       |                                       |                  |                  |                              |                              |                              |                              |                              |                              |                   |                   |                           |                           |                           |                           |                                                      |                                                      |                                                      |                                                      |                                                      |                                                      |                             |                             |                             |                             |                             |                             |                            |                            |                            |                            |                            |                            |  |  |  |  |
|                                            |                                            |                                            |                                            |                                            |                                            |  |  | Maria z d. Blank (1835–1916)   | Maria z d. Blank (1835–1916)   | Maria z d. Blank (1835–1916)   | Maria z d. Blank (1835–1916)   | Maria z d. Blank (1835–1916)   | Maria z d. Blank (1835–1916)   |                            |                            |                                       |                                       |                                       |                                       |                                       |                                       |                  |                  |                              |                              |                              |                              |                              |                              |                   |                   |                           |                           |                           |                           | Ilja (Eliasz) Uljanow (ur. jako Uljanin) (1831–1886) | Ilja (Eliasz) Uljanow (ur. jako Uljanin) (1831–1886) | Ilja (Eliasz) Uljanow (ur. jako Uljanin) (1831–1886) | Ilja (Eliasz) Uljanow (ur. jako Uljanin) (1831–1886) | Ilja (Eliasz) Uljanow (ur. jako Uljanin) (1831–1886) | Ilja (Eliasz) Uljanow (ur. jako Uljanin) (1831–1886) |                             |                             |                             |                             |                             |                             |                            |                            |                            |                            |                            |                            |  |  |  |  |
|                                            |                                            |                                            |                                            |                                            |                                            |  |  | Maria z d. Blank (1835–1916)   | Maria z d. Blank (1835–1916)   | Maria z d. Blank (1835–1916)   | Maria z d. Blank (1835–1916)   | Maria z d. Blank (1835–1916)   | Maria z d. Blank (1835–1916)   |                            |                            |                                       |                                       |                                       |                                       |                                       |                                       |                  |                  |                              |                              |                              |                              |                              |                              |                   |                   |                           |                           |                           |                           | Ilja (Eliasz) Uljanow (ur. jako Uljanin) (1831–1886) | Ilja (Eliasz) Uljanow (ur. jako Uljanin) (1831–1886) | Ilja (Eliasz) Uljanow (ur. jako Uljanin) (1831–1886) | Ilja (Eliasz) Uljanow (ur. jako Uljanin) (1831–1886) | Ilja (Eliasz) Uljanow (ur. jako Uljanin) (1831–1886) | Ilja (Eliasz) Uljanow (ur. jako Uljanin) (1831–1886) |                             |                             |                             |                             |                             |                             |                            |                            |                            |                            |                            |                            |  |  |  |  |
|                                            |                                            |                                            |                                            |                                            |                                            |  |  |                                |                                |                                |                                |                                |                                |                            |                            |                                       |                                       |                                       |                                       |                                       |                                       |                  |                  |                              |                              |                              |                              |                              |                              |                   |                   |                           |                           |                           |                           |                                                      |                                                      |                                                      |                                                      |                                                      |                                                      |                             |                             |                             |                             |                             |                             |                            |                            |                            |                            |                            |                            |  |  |  |  |
|                                            |                                            |                                            |                                            |                                            |                                            |  |  |                                |                                |                                |                                |                                |                                |                            |                            |                                       |                                       |                                       |                                       |                                       |                                       |                  |                  |                              |                              |                              |                              |                              |                              |                   |                   |                           |                           |                           |                           |                                                      |                                                      |                                                      |                                                      |                                                      |                                                      |                             |                             |                             |                             |                             |                             |                            |                            |                            |                            |                            |                            |  |  |  |  |
| Anna Jelizarowa-Uljanowa (1864–1935)       | Anna Jelizarowa-Uljanowa (1864–1935)       | Anna Jelizarowa-Uljanowa (1864–1935)       | Anna Jelizarowa-Uljanowa (1864–1935)       | Anna Jelizarowa-Uljanowa (1864–1935)       | Anna Jelizarowa-Uljanowa (1864–1935)       |  |  | Aleksander Uljanow (1866–1887) | Aleksander Uljanow (1866–1887) | Aleksander Uljanow (1866–1887) | Aleksander Uljanow (1866–1887) | Aleksander Uljanow (1866–1887) | Aleksander Uljanow (1866–1887) |                            |                            | Włodzimierz Uljanow Lenin (1870–1924) | Włodzimierz Uljanow Lenin (1870–1924) | Włodzimierz Uljanow Lenin (1870–1924) | Włodzimierz Uljanow Lenin (1870–1924) | Włodzimierz Uljanow Lenin (1870–1924) | Włodzimierz Uljanow Lenin (1870–1924) |                  |                  | Nadieżda Krupska (1869–1939) | Nadieżda Krupska (1869–1939) | Nadieżda Krupska (1869–1939) | Nadieżda Krupska (1869–1939) | Nadieżda Krupska (1869–1939) | Nadieżda Krupska (1869–1939) |                   |                   | Olga Uljanowa (1871–1891) | Olga Uljanowa (1871–1891) | Olga Uljanowa (1871–1891) | Olga Uljanowa (1871–1891) | Olga Uljanowa (1871–1891)                            | Olga Uljanowa (1871–1891)                            |                                                      |                                                      | Dymitr Uljanow (1874–1943)                           | Dymitr Uljanow (1874–1943)                           | Dymitr Uljanow (1874–1943)  | Dymitr Uljanow (1874–1943)  | Dymitr Uljanow (1874–1943)  | Dymitr Uljanow (1874–1943)  |                             |                             | Maria Uljanowa (1878–1937) | Maria Uljanowa (1878–1937) | Maria Uljanowa (1878–1937) | Maria Uljanowa (1878–1937) | Maria Uljanowa (1878–1937) | Maria Uljanowa (1878–1937) |  |  |  |  |
| Anna Jelizarowa-Uljanowa (1864–1935)       | Anna Jelizarowa-Uljanowa (1864–1935)       | Anna Jelizarowa-Uljanowa (1864–1935)       | Anna Jelizarowa-Uljanowa (1864–1935)       | Anna Jelizarowa-Uljanowa (1864–1935)       | Anna Jelizarowa-Uljanowa (1864–1935)       |  |  | Aleksander Uljanow (1866–1887) | Aleksander Uljanow (1866–1887) | Aleksander Uljanow (1866–1887) | Aleksander Uljanow (1866–1887) | Aleksander Uljanow (1866–1887) | Aleksander Uljanow (1866–1887) |                            |                            | Włodzimierz Uljanow Lenin (1870–1924) | Włodzimierz Uljanow Lenin (1870–1924) | Włodzimierz Uljanow Lenin (1870–1924) | Włodzimierz Uljanow Lenin (1870–1924) | Włodzimierz Uljanow Lenin (1870–1924) | Włodzimierz Uljanow Lenin (1870–1924) |                  |                  | Nadieżda Krupska (1869–1939) | Nadieżda Krupska (1869–1939) | Nadieżda Krupska (1869–1939) | Nadieżda Krupska (1869–1939) | Nadieżda Krupska (1869–1939) | Nadieżda Krupska (1869–1939) |                   |                   | Olga Uljanowa (1871–1891) | Olga Uljanowa (1871–1891) | Olga Uljanowa (1871–1891) | Olga Uljanowa (1871–1891) | Olga Uljanowa (1871–1891)                            | Olga Uljanowa (1871–1891)                            |                                                      |                                                      | Dymitr Uljanow (1874–1943)                           | Dymitr Uljanow (1874–1943)                           | Dymitr Uljanow (1874–1943)  | Dymitr Uljanow (1874–1943)  | Dymitr Uljanow (1874–1943)  | Dymitr Uljanow (1874–1943)  |                             |                             | Maria Uljanowa (1878–1937) | Maria Uljanowa (1878–1937) | Maria Uljanowa (1878–1937) | Maria Uljanowa (1878–1937) | Maria Uljanowa (1878–1937) | Maria Uljanowa (1878–1937) |  |  |  |  |
|                                            |                                            |                                            |                                            |                                            |                                            |  |  |                                |                                |                                |                                |                                |                                |                            |                            |                                       |                                       |                                       |                                       |                                       |                                       |                  |                  |                              |                              |                              |                              |                              |                              |                   |                   |                           |                           |                           |                           |                                                      |                                                      |                                                      |                                                      |                                                      |                                                      |                             |                             |                             |                             |                             |                             |                            |                            |                            |                            |                            |                            |  |  |  |  |
|                                            |                                            |                                            |                                            |                                            |                                            |  |  |                                |                                |                                |                                |                                |                                |                            |                            |                                       |                                       |                                       |                                       |                                       |                                       |                  |                  |                              |                              |                              |                              |                              |                              |                   |                   |                           |                           |                           |                           |                                                      |                                                      |                                                      |                                                      | Olga Uljanowa (1922–2011)                            |                                                      |                             |                             |                             |                             |                             |                             |                            |                            |                            |                            |                            |                            |  |  |  |  |